# Total Pinball 3D
Total Pinball 3D o anche Pinball 3D-VCR è un videogioco del tipo simulatore di flipper, pubblicato nel 1996 per piattaforma MS-DOS da 21st Century Entertainment. Il videogame è semplicemente un remake con l'aggiunta della visuale in 3D del videogioco Pinball Mania sempre sviluppato da Spidersoft un anno prima. Il gioco comprende anche la versione originale degli stessi tavoli flipper.

## Tavoli di gioco
Come nella versione originale il videogioco comprende quattro flipper diversi.
Ciascuno può essere giocato in 3D oppure con la ormai datata visuale 2D a schermata fissa.
- Tarantula: Flipper basato sul temibile ragno.
- Jackpot: Tavolo basato su un casinò di Las Vegas.
- Kick Off: Incentrato su una partita di calcio
- Jailbreak: Una evasione da una prigione.